# Ред-Ривер (округ)
Округ Ред-Ривер (англ. Red River county) — округ штата Техас Соединённых Штатов Америки. На 2000 год в нем проживало 14 314 человек. По оценке бюро переписи населения США в 2009 году население округа составляло 12 765 человек. Окружным центром является город Кларксвилл.

## История
Округ Ред-Ривер был одним из первоначальных округов, входивших в состав Республики Техас, когда она провозгласила независимость от Мексики в 1836 году. Он был назван в честь реки Ред-Ривер, протекающей по северной границе округа.

## География
По данным бюро переписи населения США площадь округа Ред-Ривер составляет 2739 км², из которых 2720 км² — суша, а 19 км² — водная поверхность (0,70 %).

### Основные шоссе
- Шоссе 82
- Шоссе 271
- Автострада 37

### Соседние округа
- Мак-Кертен, Оклахома  (север)
- Буи  (восток)
- Моррис  (юго-восток)
- Тайтус  (юг)
- Франклин  (юго-запад)
- Делта  (юго-запад)
- Ламар  (запад)
- Чокто, Оклахома (северо-запад)